# Curtis Peaks
Die Curtis Peaks sind eine kleine Gruppe von Berggipfeln in der Ross Dependency. Sie ragen bis zu 1600 m hoch am Ende eines Gebirgskamms auf, der in der Lillie Range vom Mount Hall sich in östlicher Richtung erstreckt.
Mitglieder einer Mannschaft zur Erkundung des Ross-Schelfeises (1957–1958) unter der Leitung des US-amerikanischen Geophysikers Albert P. Crary (1911–1987) entdeckten und fotografierten sie. Crary benannte die Gruppe nach Lieutenant Commander Roy Everett Curtis (1915–1998), Pilot der Flugstaffel VX-6 der United States Navy bei mehreren Deep Freeze Operationen.